# Chymsydia
- Commons
- Wikispecies

Chymsydia é um género botânico pertencente à família Apiaceae.
1. ↑  «Chymsydia — World Flora Online». www.worldfloraonline.org. Consultado em 19 de agosto de 2020